# Niva
Niva är en 36 km lång flod på Kolahalvön i nordvästra Ryssland. Den avvattnar sjön Imandra på 126 m ö h och faller ut i Kandalaksjaviken i Vita havet. Staden Kandalaksja ligger vid dess utflöde. Niva har ett avrinningsområde på cirka 12 800 km². Vattenkraft utvinns ur floden; den förorenas av industri- och gruvverksamhet.